# Siège du Quesnoy (1793)
Pour les articles homonymes, voir Siège du Quesnoy.
Guerre de la première coalition
Batailles
Le siège du Quesnoy (28 août - 13 septembre 1793) voit une force composée de soldats autrichiens et de royalistes français dirigés par François Sébastien Charles Joseph de Croix, assiéger une garnison française républicaine commandée par François Goullus. Après deux semaines et demie de siège, les français capitulent après avoir subi de lourdes pertes. L'opération se passe lors Guerre de la Première Coalition et s'est déroulée à Le Quesnoy, situé près de la frontière avec la Belgique à environ 27 kilomètres à l'ouest de Maubeuge
Après les sièges réussis de Condé et de Valenciennes, la Coalition divise ses forces. Alors qu'une armée autrichienne assiège Le Quesnoy, une armée dirigée par les Britanniques marche vers l'ouest jusqu'à la côte pour opérer contre Dunkerque. Le 11 septembre, deux colonnes françaises marchent au secours de Le Quesnoy. La force de Cambrai à l'ouest a échoué lors de la bataille d'Avesnes-le-Sec tandis que la force de Maubeuge a également été repoussée. La garnison du Quesnoy dépose les armes le 13 septembre, mais le siège de Dunkerque est un échec total. Sans se laisser décourager, l'hôte autrichien assiège ensuite Maubeuge, menant à la bataille de Wattignies à la mi-octobre.

## Le Siège et effectifs
La force de siège de la coalition sous le comte de Clerfayt comptait environ 18 000 hommes répartis en 24 bataillons et 10 escadrons. Il y avait cinq bataillons de grenadiers autrichiens, ceux d'Attems, Sinoth, Ulm, Ulrich et Watsch. L'infanterie de ligne autrichienne comprenait deux bataillons chacun des régiments d'infanterie de l'archiduc Charles Nr. 3, Deutschmeister Nr. 4, Klebek Nr. 14, Hohenlohe Nr. 17, Grand-Duc de Toscane Nr. 23, Wartensleben Nr. 28, Michael Wallis Nr. 29, Erbach Nr. 42 et tache Nr. 50, et un bataillon du Infantry Regiment Beaulieu Nr. 59. La cavalerie autrichienne comprenait quatre escadrons du Latour Chevau-léger Regiment Nr. 31 et deux escadrons du Barco Hussar Regiment Nr. 35. La cavalerie royaliste française comprenait deux escadrons de hussards de Berchény et de Saxe.

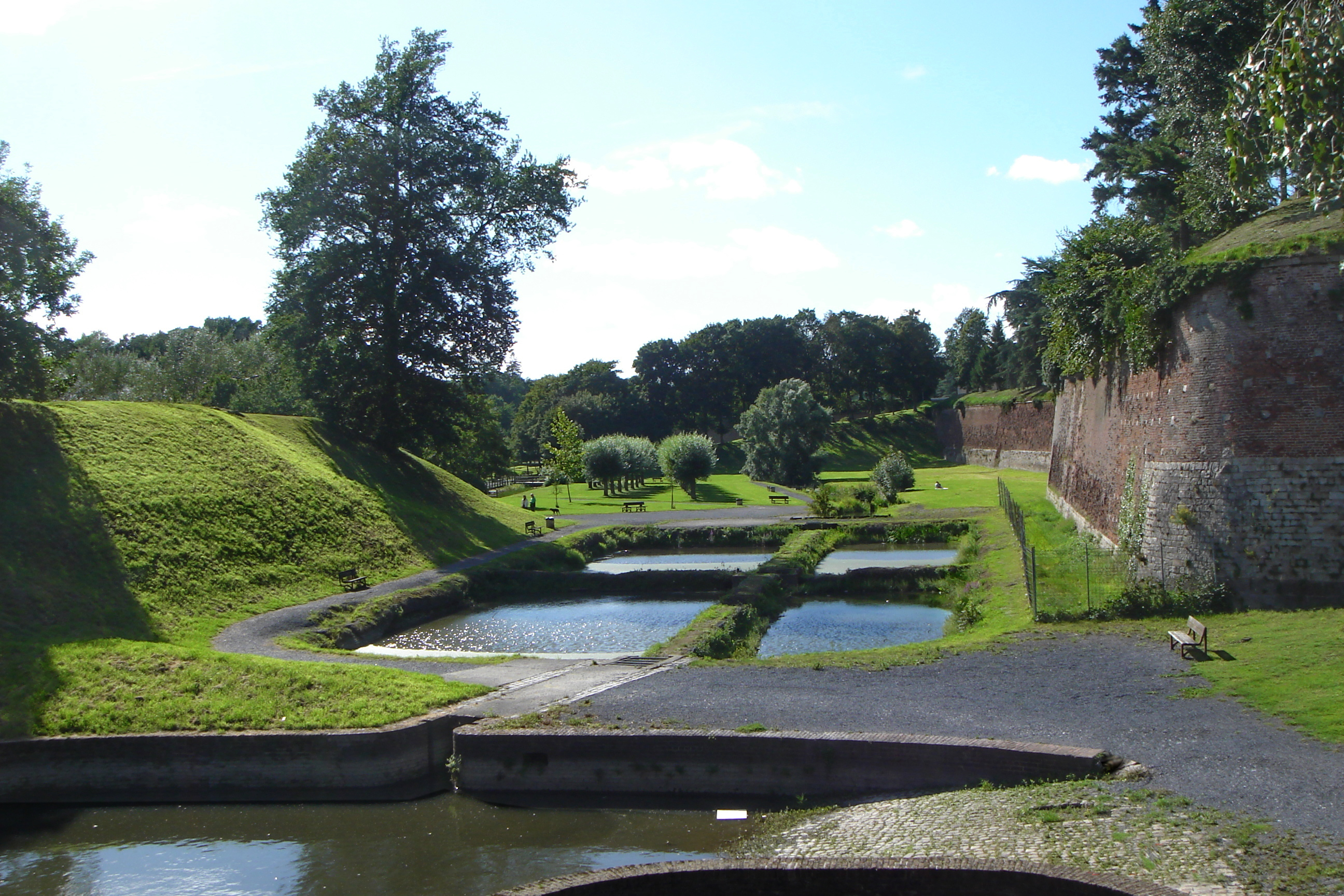
Fort de Le Quesnoy

## Pertes
La Coalition a admis des pertes de 208 tués et blessés pendant le siège. Les Français ont perdu environ 1 000 tués sur une garnison de 5 000 hommes. Les 4 000 survivants sont devenus prisonniers de guerre.